# Battaglia di Camerino
La battaglia di Camerino secondo Polibio combattuta in questa località, contrariamente a quanto sostiene Tito Livio che la vide combattuta presso Chiusi fu una battaglia della terza guerra sannitica, che ebbe luogo nell'anno 295 a.C. nei pressi dell'odierna Camerino nel pendio orientale degli Appennini. Durante la guerra, i Romani combatterono contro un'alleanza, formata da Sanniti, Etruschi e Senoni.
Roma cercava di controllare una fetta di territorio che separasse i territori dei suoi nemici, ma l'esercito romano, comandato da Lucio Cornelio Scipione Barbato, fu sconfitto nella battaglia di Camerino dai Sanniti. La legione romana in grave inferiorità numerica, fu aggredita alle spalle e massacrata. I galli, secondo Livio, appesero le teste dei romani morti al collo dei cavalli o infisse sulle lance.
La Battaglia di Sentino, decisiva per l'esito della guerra a favore di Roma, avvenne poco dopo, sempre nel 295 a.C., nei pressi della vicina Sentinum (presso l'odierna Sassoferrato).

### Fonti primarie
- Polibio, Storie, I.
- Tito Livio, Ab Urbe condita libri, X.

### Fonti secondarie
- Giovanni Brizzi, Storia di Roma. 1.Dalle origini ad Azio, Bologna, 1997. ISBN 88-555-2419-4
- André Piganiol, Le conquiste dei Romani, Milano, 1989. ISBN 88-04-32321-3
- Howard H. Scullard, Storia del mondo romano, Milano 1992. ISBN 88-17-11903-2